# Dombeya erythroclada
Dombeya erythroclada là một loài thực vật có hoa trong họ Cẩm quỳ. Loài này được Bojer mô tả khoa học đầu tiên năm 1842.